# Arno Kamminga
Arno Kamminga (Katwijk, 22 de outubro de 1995) é um nadador neerlandês especializado em provas de estilo bruços. Tem o recorde nacional dos 50, 100 e 200 metros bruços.
Kamminga obteve a medalha de ouro nos 100 e 200 metros bruços no Campeonato Europeu de Natação em Piscina Curta de 2019 e conseguiu a medalha de prata nos 100 metros bruços no Campeonato Europeu de 2020/2021.
Ganhou a medalha de prata nos Jogos Olímpicos de Verão de 2020 nos 100 metros bruços.

## Recordes pessoais
| Piscina curta (25 m) | Piscina curta (25 m) | Piscina curta (25 m) | Piscina curta (25 m)      |
| Evento               | Tempo                | Data                 | Localização               |
| -------------------- | -------------------- | -------------------- | ------------------------- |
| 50 m braza           | NR 25.84             | 2019-12-4            | Glasgow, Reino Unido      |
| 100 m braza          | NR 56.06             | 2019-12-7            | Glasgow, Reino Unido      |
| 200 m braza          | NR 2:01.43           | 2020-12-17           | Amesterdão, Países Baixos |

| Piscina curso longo (50 m) | Piscina curso longo (50 m) | Piscina curso longo (50 m) | Piscina curso longo (50 m) |
| Evento                     | Tempo                      | Data                       | Localização                |
| -------------------------- | -------------------------- | -------------------------- | -------------------------- |
| 50 m bruços                | NR 26.80                   | 2021-04-09                 | Eindhoven, Países Baixos   |
| 100 m bruços               | NR 57.80                   | 2021-07-24                 | Tóquio, Japão              |
| 200 m bruços               | NR 2:06.85                 | 2020-12-04                 | Amesterdão, Países Baixos  |

## Palmarés internacional
| Jogos Olímpicos | Jogos Olímpicos | Jogos Olímpicos  | Jogos Olímpicos |
| Ano             | Lugar           | Medalha          | Prova           |
| --------------- | --------------- | ---------------- | --------------- |
| 2020            | Tóquio ( Japão) | Medalha de prata | 100 m bruços    |